# 気候変動適応策

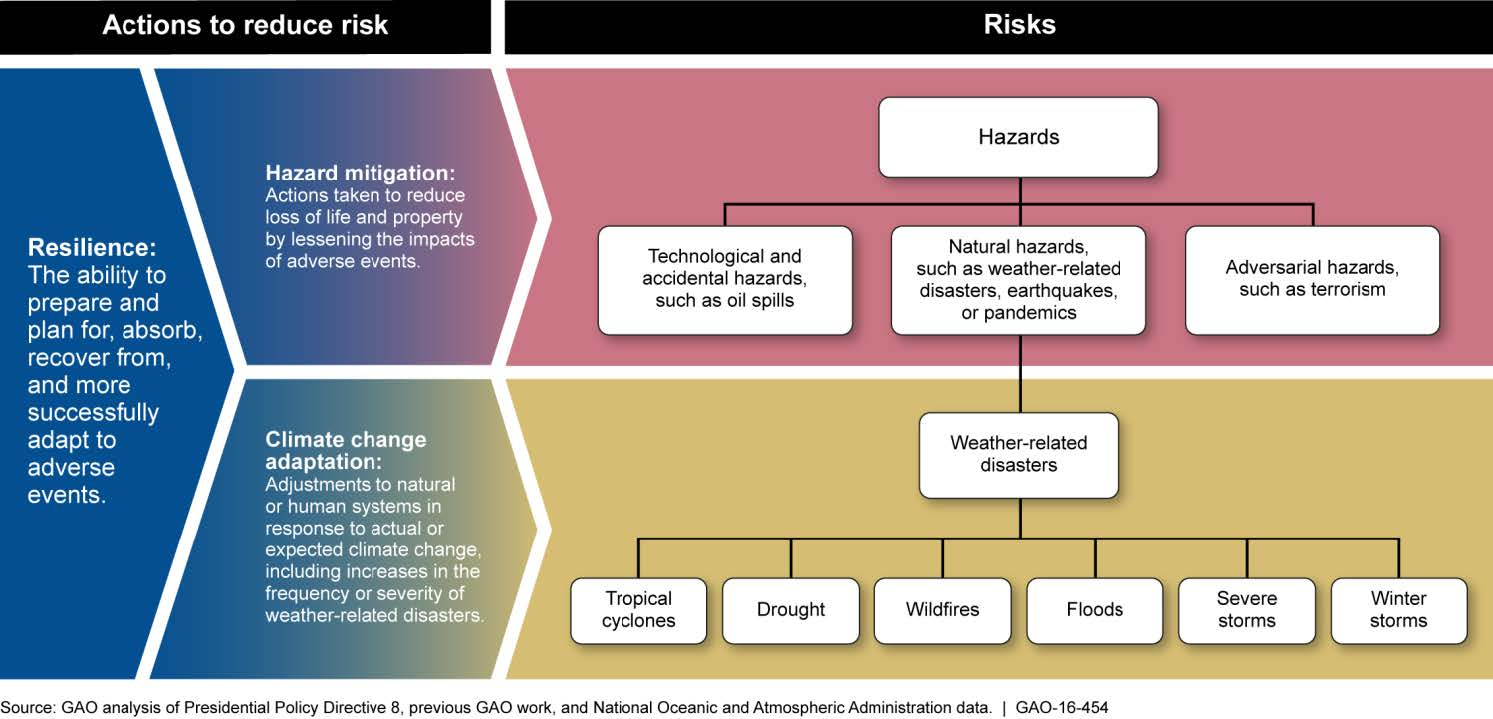
リスク、危険軽減、回復力、適応の関係を説明する図

気候変動適応策（きこうへんどうてきおうさく、Climate change adaptation、省略名称：CCA）とは、地球温暖化の影響による変化(「気候変動」または「人為的気候変動」)に対する対応策である。 気候変動に関する政府間パネル(IPCC)では、"適応"を「実際にもしくは想定される気候変動の影響に対する調整のプロセス」と定義している。適応は人間社会のシステムにおいて、被害を緩和したり、回避したり、有益な機会を追究する。一部の自然システムでは、人間の介入により予想される気候とその影響への調整が容易になる場合がある。この調整には、インフラ、農業、教育など多くの分野が含まれる 。
仮に比較的早くに温室効果ガス(GHG)排出量の削減を実現できたとしても、地球温暖化による影響は過去の影響による遅れ時間を含んでいるため長年続く。このため、長期的に気候の変化に適応する必要がある。
適応行動は、漸進的適応(システムの本質と完全性を維持することを中心とする行動)または変容的適応(気候変動とその影響に応じてシステムの基本的な属性を変更する行動)のいずれかと見なすことができる。
適応の必要性は地域によって異なり、環境への影響に対する感受性と脆弱性に応じて変化する。   特に、発展途上国では地球温暖化の影響の矢面に立たされる可能性が高いため適応策が必要である。  人間の適応能力はさまざまな地域や人口に不均等に配分されているため、一般に開発途上国では適応能力が低くなっている。 
適応能力は、社会的ならびに経済的発展と密接に関連している。  気候変動への適応の経済的な費用は、今後数十年にわたって年間数十億ドルかかる可能性が高い。しかし、正確な金額は不明である。 
適応の課題は、気候変動の規模の増大とともに成長する。 温室効果ガス (GHG)排出の削減またはこれらのガスの大気からの除去の強化(炭素吸収源)  最も効果的な気候変動の緩和 さえ、さらなる気候変動の影響を妨げず、適応の必要性は避けられない。 しかし、気候変動は、サンゴ礁などの一部の自然生態系が適応するには大きすぎる場合がある。  他の人々は、気候適応プログラムが既存の開発プログラムに干渉し、それにより脆弱なグループに意図しない結果をもたらす可能性を懸念している。  緩和されていない気候変動の経済的ならびに社会的コストは非常に高くなる。 

## 地球温暖化の影響
地球温暖化が環境および文明に対して与えると予測される影響は莫大で多様であり、主な影響は、世界的な平均気温の上昇である。 2013年現在[update]、平均表面温度は今世紀の終わりまでにさらに0.3～4.8 ℃上昇する可能性がある。  このことは、降水パターンの変化、海面上昇、農業のパターンの変化 、異常気象の増加、熱帯病の範囲の拡大、新たな海上貿易ルートの開設の必要など、さまざまな二次的影響を引き起こす。 
潜在的な影響には、1990年から2100年の間に約110から770 ㎜の海面上昇 、 農業への影響 、熱塩循環の減速、 オゾン層の減少、極端気象(強度と頻度)の増加、海洋酸性化、マラリアやデング熱などの熱帯病の蔓延などが含まれる。 
想定される影響と近年の見解については、IPCC第5次評価報告書作業部会IIにおいて要約され報告された。 
地球温暖化の影響に対する適応策は、米国南西部や、インドモンスーンなどにおいて、頻度と強度が増加すると予測される現象のもつ不確実性によって不利な状況に立たされる。 

## 国際適応ファイナンス
国連気候変動枠組条約の第11条において、発展途上締約国の適応を支援するための資金メカニズムが組み込まれた。 2009年まで、UNFCCCの資金メカニズムには3つの基金が存在した。特別気候変動基金(SCCF)と後発開発途上国基金(LDCF)は、地球環境ファシリティによって管理されている。 適応基金は、COP15ならびにCOP16の交渉の結果として設立され、独自の事務局によって管理されている。適応基金は京都議定書が実施されていた当初、クリーン開発メカニズム （CDM）に対する2 %の賦課金によって資金提供されていた。 
2009年にコペンハーゲンで開催された第15回UNFCCC締約国会議(COP15)において、 コペンハーゲン合意は、気候変動の緩和と適応を支援するために、年間1,000億ドルを開発途上国に送るという目標にコミットするために合意された(2020年まで)。  そのため、新しい基金(緑の気候基金)が作成された。 

### 追加性
国際適応ファイナンスの鍵となり定義されるべき姿とは、追加性の概念の前提についてである。 これは、適応資金と他の水準での開発援助との関連を反映している。 多くの発展途上国は、貧困、栄養失調、食料不安、飲料水の利用可能性、負債、非識字、失業、地域の資源紛争、技術開発の低下などの課題に対処するために、すでに開発途上国に国際援助を提供している。 気候変動は、これらの既存の問題のいくつかを解決することで悪化または進行を遅らせる恐れがあり、新しい問題を生み出す。 既存の援助がリダイレクトされるのを避けるために、追加性とは適応の追加費用を指す。 
追加性の4つの主な定義は、以下の通りである。    
1.    気候金融は援助として分類されているが、ODAの0.7％（以上）を目標に追加されている。  
2.    気候変動の緩和に費やされた前年の政府開発援助（ODA）の増加。 
3.    気候変動資金を含むが特定の割合に制限されているODAレベルの上昇。
4.    ODAに関連しない気候資金の増加。 
追加性に対する批判は、気候変動の将来のリスクを考慮しない通常のビジネスを奨励することになる。 このため、一部の支持者は、気候変動適応を貧困削減プログラムに統合することを提案している。  
2010年から2020年にかけて、デンマークは、GDPの0.09 ％からGDPの0.12 ％に、地球温暖化適応の援助を33 ％増加させたが、追加ではなく、その代わりに、援助は他の外国の援助基金から差し引かれた。 Politikenは次のように書いている。「気候援助は最貧層から受けている」 

## 考慮事項と一般的な推奨事項

### 効果的な政策の原則
適応政策は、グローバル、国家、または地方の規模で発生する可能性があり、それらの結果はその地域の政治的意思に依存している。  ScheragaとGrambschは  、地域、人口統計、および効果によって、いくつか異なる気候変動の影響を含む適応政策を設計する際に考慮すべき9つの基本原則を特定した。 ScheragaとGrambschは、気候変動の政策は、気候変動の影響を取り巻く高度な変化と、それらが直面している問題の多様な性質によって円滑な実行が妨げられていると明言している。 
適応策により気候変動による悪影響を緩和することは可能であるが、それには非常にコストがかかり、すべての損害を防ぐことは困難である。  IPCCは、気候変動による多くの悪影響は平均的な状態の変化ではなく、変動幅または極端な状態の変化にあると指摘している。  例えば、港の平均海面は、高潮（洪水を引き起こす）中の水位ほど重要ではないかもしれない。ある地域の平均降雨量は、頻繁かつ深刻な干ばつや極端な降雨イベントが発生するほど重要ではないかもしれない。  さらに、政策立案者は長期的な計画よりも短期的な変更を実施する方がより多くの報酬を受け取るため、効果的な適応型政策を実装することは困難である。  気候変動の影響は、通常は短期的には見られない。このことは、政策立案者がこれらの潜在的な結果に基づいて行動するインセンティブが少ないことを意味する。 さらに、これらの問題（気候変動の原因と影響の両方）は地球規模で発生しているため、国連は京都議定書やパリ協定などの世界的な政策努力を主導している。さらに、IPCC を通じて気候変動に適応し、対処するためのグローバルな枠組みを作成している。  ただし、気候変動への適応と緩和政策の大部分は、地域ごとに気候変動への適応が異なるという事実と、国および世界的な政策の制定がより困難な場合が多くある。このため、よりローカルな規模で実施されている。 

### 応答評価の基準
James　Titus（米国での海面上昇のためのプロジェクトマネージャー環境保護庁 、識別し、次の基準の政策立案者）は、地球温暖化への応答を評価する際に以下の項目を使用する必要があると示している。 
経済効率性 、柔軟性、緊急性、 低コスト 、資本、制度的実現可能性、ユニークなまたはクリティカル資源、安全衛生、一貫性、および民間対公共部門。 

### 異なる時間スケール
適応の時間スケールには、変化を見越して発生する可能性(予測的適応)、ならびにそれらの変化への応答である可能性(反応的適応)の二つがある。  現在、実装されている多くの適応[いつ?] は、現在の気候変動性に対応している。 [要出典] 例えば、欧州アルプスにおいて人工雪製造の使用が増加している。しかし、いくつかの適応策は、橋の下の船のクリアランスに対する将来の海面上昇の影響を考慮に入れるためにカナダの高架橋でのコンフェデレーション橋の建設など、将来の気候変動を予測している。 
短期的な気候変動に関連して多くの適応が行われるが、これは長期的な気候トレンドへの不適応を引き起こす可能性がある。 たとえば、エジプトの灌漑が西シナイ砂漠に拡大しているのは、川の流れが速いために、この地域の長期的な乾燥予測との関連で見ると不適応である 。 あるスケールでの適応は、他の活動者の適応能力を低下させることにより、別のスケールで外部性を作り出すこともある。 これはしばしば、適応の費用と便益の広範な評価が小規模で検討され、適応が一部の行為者に利益をもたらす一方で、他の行為者に悪影響を与えることがわかる場合がある。  

### 従来の適応戦略
人々は常に気候の変化に適応しており、例えば、播種時期の変更や新しい節水技術の採用など、いくつかのコミュニティ対処戦略がすでに存在している。 従来の知識と対処戦略を維持および強化しなければ、環境に関する地域の知識が失われるため、適応能力が弱くなる可能性がある。 これらの地域のもつ技術を強化し、それらに基づいて構築すると、コミュニティの所有権とプロセスへの関与が増えるため、適応戦略が採用される可能性が高くなる。 しかし、多くの場合、従来に経験してきた範囲以外の新しい状態に適応するには不十分であり、新しい技術が必要になる。  気候変動の脆弱性とリスクが増加しているため、現在実施されていた漸進的適応は不十分であり、これによりはるかに大きく費用のかかる変革適応が必要になる。  現在の開発努力は、地域ベースの気候変動適応にますます焦点を当てており、地域の知識、参加、および適応戦略の所有権を強化しようとしている。 

## 適応策の種類

### 地域的な適応の取り組み
都市、州、および地方は、土地利用計画、公衆衛生、および災害管理においてかなりの責任を負うことが頻繁にある。 洪水、山火事、熱波、海面上昇など、気候変動によって激化する脅威に適応するための対策を取り始めた人々もいる。 
プロジェクトには以下の内容が含まれる：
- 浸水しやすい特性に保護および/または回復力のある技術および材料を設置する[41]
- 耐熱性樹種への変更[42] [43]
- より頻繁な洪水降雨に対処するための雨水貯留 – 透水性舗装への変更、水緩衝植生の追加、地下貯留タンクの追加、家庭用雨樽への助成
- 雨水と熱に対処するために舗装面積を減らす[44]
- 雨水と熱に対処するための緑の屋根の追加
- 公立学校での空調の追加
- より高い基盤を持つためにウォーターフロントのプロパティを要求する[45]
- 廃水処理プラントのポンプを上げる
- 地域の脆弱性を調査し、国民の意識を高め、将来の洪水マップのような気候変動固有の計画ツールを作成する [46] [47] [48] [49] [50]
- ヒートアイランド効果を低減するために明るい色の屋根を奨励する
- 海水が雨水排水溝に逆流するのを防ぐための装置の設置
- 洪水による影響緩和、防潮堤の設置と容量ポンプの増加
- 洪水が発生しやすい地域の住宅所有者の買い取り[51]
- 洪水を防ぐために通りのレベルを上げる[52]

より頻繁な降雨に対処するには、 雨水システムの容量を増やし、ピーク時にオーバーフローが川を汚染することがないように、雨水を黒水から分離する必要がある。一例は、クアラルンプールのスマートトンネルである。 
English Natureによると、庭師は、最も脅威にさらされている種に生息地を提供することで（移植など）、気候変動の影響を緩和することができる。 
ニューヨーク市は、ハリケーンサンディ後に再建と復元のイニシアチブに関する包括的なレポートを作成した。その報告書には、建物を洪水にさらさないようにするだけでなく、嵐の最中および後に発生する特定の問題の将来的に再発を減らすための措置を講じることが含まれる。例えば、法的な問題や輸送上の問題、洪水のある医療施設による影響を受けていない地域でも数週間の燃料不足、保険料の増加、配電網に加えて電気と蒸気の生成への損傷、地下鉄と道路トンネルの洪水など。 

### 適応能力の強化
適応能力とは、システム(人間、自然、または管理対象)が気候変動(気候変動や極端なものを含む)に適応して潜在的な損害を緩和したり、機会を活用したり、結果に対処したりする能力である。 機能として、適応能力は適応自体とは異なる。  変化に迅速に対応できる社会は、高い適応能力を備えている。  ただし、適応能力が高いからといって、適応がうまくいくとは限らない。 例えば、西ヨーロッパでの適応能力は、一般的に高いと考えられており、家畜の疾病の範囲を広げる暖かい冬のリスクは十分に文書化されていますが、ヨーロッパの多くの部分は、深刻なことに、2007年の家畜によるブルータングウイルスの流行による影響を長く受けていた。 
緩和されていない気候変動（温室効果ガスの排出制限しない場合の将来の気候変動）は、長期的には、自然、管理、および人間のシステムの適応能力を超える可能性がある。 
適応能力を高めるための努力は、気候変動に対する脆弱性の低下に役立つ。  多くの場合、持続可能な開発を促進するための活動は、気候変動に対する人々の適応能力を高める働きもする。これらの活動には次のものが含まれる。 
- リソースへのアクセスの改善
- 貧困の削減
- グループ間の資源と富の不平等の低減
- 教育と情報の改善
- インフラの改善
- 制度の能力と効率の改善
- 地域の先住民族の慣習 、知識、経験を促進する

他の人々は、特定の形態の性別の不平等に同時に取り組むべきだと提案している。 例えば、女性は意思決定に参加したり、教育レベルの低さに制約を受けることがある。 
海外開発研究所の研究者は、適応能力を高めるための開発介入は、地元の人々の仲介者を増やす結果にならない傾向があることを発見しました。  彼らは、仲介者が適応能力の他のすべての側面の中心的要因であるため、これは将来の介入計画においてより重要な役割を果たすべきだと主張している。 資産保有と、機関および市場プロセスを通じてこれらのリソースを変換する能力は、仲介者のコアである。 

### 農業生産
気候変動が農業に与える重要な影響としては、世界的な降雨パターンの変化である。  天水農業は世界の農業の80％を占めている。  世界の8億5200万人の貧しい人々の多くは、食用作物を栽培するために降雨に依存しているアジアとアフリカの一部に住んでいる。 気候変動は、降雨量 、蒸発量、流出量、土壌水分量を変化させる。 長期にわたる干ばつは、小規模で限界的な農場の失敗を引き起こし、結果として経済的、政治的、社会的混乱を引き起こす。 
農業は水の入手可能性に強く影響される。 総降水量またはその変動パターンの変化はどちらも重要である。発生水分ストレスの間に開花、受粉、および粒子充填は大半の作物にとって有害であり、特に、トウモロコシ、大豆、および小麦などがそうである。土壌からの蒸発が増加し、植物自体の蒸散が促進されると、水分ストレスが発生する。 
適応案は次のとおりである。 
- グローバルな輸送システムを利用して、必要な場所に余剰食料を届ける [64] （ただし、これは援助が与えられない限り、自給自足の農民には役立たない）。
- より大きな干ばつ耐性を持つ作物品種を開発する[66]。
- 雨水貯留。例えば、国際水管理研究所によると、ジンバブエで小さな植栽域にて水を撒き使用すると、降雨量が多いか少ないかに関係なく、トウモロコシの収量が増加するとされている。また、ニジェールでは、キビの収量が3～4倍に増加した[67]。
- 作物から野生の食用の果物、根、葉に戻る。森林の成長を促進することは、これらの支援に繋がり、食料供給を提供につながる。また、流域保全、炭素隔離、および審美的な価値を提供することができる。

#### 植林
再植林は、人為的な気候変動と持続不可能な土地利用に支えられた砂漠化を防ぐ方法の1つである。 最も重要なプロジェクトの1つは、南へのサハラ砂漠の拡大を停止する、サハラ砂漠とサヘルの万里の長城である。2018年までにその15％しか達成されていないが、既に多くの以下のような正の効果を果たしている。 
ナイジェリアでは1,200万エーカー（500万ヘクタール）を超える劣化した土地が回復した。セネガル全土に植えられた。そして、エチオピアでは3700万エーカーの土地が修復された。多くの地下水井戸により飲料水が満たされた。田舎町では、追加の食糧供給となり、木の整備の必要性が、村人の新しい仕事と収入の源となった。
  

#### 灌漑へのさらなる支出
温暖な気候では灌漑用水の需要が高まると予測されており、すでに半乾燥地域の水資源の最大の消費者である農業と都市および工業生産者との競争が激化している。地下水位の低下と、結果として水を汲み上げるのに必要なエネルギーの増加は、特に乾燥した条件でエーカーあたりより多くの水が必要とされる場合、灌漑の実践をより価値あるものにする。 しかし、水資源を最も効率的に使用するには、他の戦略が必要である。例えば、国際水管理研究所は、気候変動を考慮してアジアの人口増加を支援する5つの戦略を提案しており、以下の通り： 
- 既存の灌漑スキームを近代化して近代的な農業方法に適合させる
- 持続可能な方法で地下水を利用することにより、農家自身の水源を見つける努力を支援する
- 従来の「参加型灌漑管理」スキームを超えて、民間部門を関与させる
- 能力と知識の拡大
- 灌漑セクター以外への投資[71]

### 気象制御
ロシアとアメリカの科学者は過去に、雲に化学物質を播種し、必要なときに必要な場所で雨を降らせようと試み、天気を制御しようとしたことがあった。開発中の新しい方法には、都市がより暗くて熱を吸収するため、都市が田舎よりわずかに暑い都市ヒートアイランド効果を再現することが含まれる。 これにより、都市の風下から風上に比べて20〜40マイルの雨が約28 ％増加する。
世界気象機関(WMO)は、大気科学委員会（CAS）を通じて2007年に以下のように意見を述べた。「健全な科学的基盤の達成に努めており、非常に多様な自然条件に適応する必要がある」 

### 氷河湖のダム
氷河湖の決壊洪水は、氷河の後退により大きな懸念になる可能性がある。多くの湖は、しばしば弱い末端のモレーンのダムによって貯水される。 過去に、これらのダムの突然の崩壊は、局所的な財産の損傷、負傷、および死をもたらした。破裂の危険性がある氷河湖では、 モレーンをコンクリートダム（水力発電も可能）に置き換えることができる。 

### ジオエンジニアリング
IPCC（2007）は、 大気からCO 2を除去するための海洋施肥などの地球工学の選択肢はほとんど証明されていないと結論付けた。 地球工学の信頼できる費用の見積もりは公表されていないと判断された。 
王立協会 (2009)は、地球工学に関する調査結果を発表した。この研究の著者らは、地球工学を「地球温暖化を緩和するための、地球の気候システムへの意図的な大規模な介入」と定義している。 調査によると、気候変動を緩和する最も安全で予測可能な方法は、早い段階におけるGHG排出量を削減するための措置である。 
Ken CaldeiraやPaul Crutzen などの科学者は、次のような手法を提案している。 
- 日射管理は、地球温暖化への適応と見なされる場合がある。スペースサンシェード 、成層圏硫黄エアロゾルの作成、屋根材の塗装、白地の舗装などの技術はすべてこのカテゴリに分類される。
- 水文地質工学 -通常、 海氷を保存したり、熱水循環を調整したりするために、川を迂回して海氷から遠ざけたり、 氷山をつないで暖かくしたり溶かしたりしないようにする方法を使用する。これは適応手法であるが、北極圏のメタン放出を防ぐ場合は、緩和策としても分類される。

### 移住
しばしば移住には、移民候補者が、選択した目的地の支援ネットワークや移動できる資金または物理的資源などの社会資本および金融資本にアクセスできることが必要である。 移住は世帯が彼らの生活を脅かす環境要因に直面したときに取る最後の適応反応であることが多く、他のメカニズムがうまくいかなかったときの主要な手段である。 
気候関連の移住に関するレトリックは複雑であり、様々な議論がある  。ただし、広く受け入れられている移住イベントの結果には複数の原因があり、環境は多くの要因の1つにすぎない。 政策以外では、人権団体、専門家の人口統計学者、環境気候科学者がこの議論を支配している。 多くの議論は予測に基づいているが、現在の移住データを使用する議論は比較的少ない。  多くの移住イベントは突然の環境変化に起因する可能性があるが、ほとんどの移住イベントは長期的な環境変化の結果であり、突然の移住を引き起こさない。    一部の学者  はこれらの出来事は、自然災害のような突然の環境変化に起因するとしている。 何人かは  「気候変動」というラベルを付けることを選択する。「気候変動」は、より長期的な変化の始まりと人間への影響要素を反映している。 
この議論に交差するアプローチを展開し、問題を予測の観点から議論を組み立てることは、研究を投機的にするので、気候変動に焦点を当てることは有益である。気候変動適応のツールとしての移住は、今後10年間でより差し迫った問題になると予測されている。 多くの場合、これらは人権問題と国家安全保障の観点から組み立てられている。 移住イベントは政府または政策決定機関が環境変化を抑制または効果的に管理できなかった失敗として扱われている。 例えば、カリブ海の極端な干ばつは、水の不足のために人々の移動を促進させる。  これは、地方政府が構造的かつ独立した資源を提供できなかったためと見られている。 多くの学者は、これらの適応の失敗として  関心をもってこの地域を研究している。国連難民高等弁務官は避難民を支援する最高権威の一つとして見られてきた。  具体的には、アフリカでは、移民ソーシャルネットワークがソーシャルキャピタルを構築し、出身コミュニティの社会的回復力を高め、知識、技術、送金、その他の資源の移転によって地域全体でイノベーションを引き起こすのに役立つ。 れらは、気候ストレスへの取り組みにおけるコミュニティの柔軟性、多様性、創造性を高め、ホームとホストコミュニティをつなぐ共同開発の新しい道を開く可能性がある。 
アフリカでは、適応戦略に関しては、モザンビークとジンバブエは特に明確な例であり、人口と移民の災害への曝露を減らした移転政策を実施している。 どのような場合であっても、長期的に回復力を構築することが重要である。 そのためには、災害後の強制移動を制限するツールを導入する必要がある。一時的であっても、IDPの雇用プログラムを促進する、もしくは、彼らの安全を確保するための資金計画を確立する必要があり、それはリスク地域の人口の脆弱性を最小限に抑えるためである。 これにより、環境変異に起因する移動を制限し、正の波及効果（送金、経験など）を移民から出身国/地域へとより良く導くことができる。 
「失敗した移民」の数字は、ほとんどのアフリカ諸国で、極端な異質性を示している。 失敗に関連する原因は、多くの場合、社会的および個人的な性質（たとえば、個人的な失敗の感情）に起因しますが、ホスト国の社会的孤立にも関連する可能性がある。 移行の失敗の原因の議論にはある程度の進展がありましたが、未解決の問題はまだ多くある。 社会的水準の低さ、生活計画の変更、失業、さらには環境ストレス（干ばつ、高温、水不足など）などの要因は、アフリカの移民のほとんどが困難な社会経済的および生態学的条件に住んでいることを我々が知るときに見落すリスクの増加に関連している。 

### 保険
保険は洪水やその他の極端な気象現象の経済的影響を広げる。 リスクの原因を排除するために積極的なアプローチを取ることが望ましい場合があるが、事後的損害賠償は最後の手段として使用できる。  再保険へのアクセスは、都市の回復力を高める一形態かもしれない。 間保険市場で失敗がある場合、公的部門は保険料を補助することができる。  ある研究では、政策的検討のための重要な公平性の問題を特定した：  
- リスクを公共の財布に移しても、全体的なリスクは減らない
- 政府は損失のコストを空間ではなく時間に分散させることができる
- 政府は、低リスク地域の住宅所有者に、高リスク地域の保険料の相互補助を強制することができる
- 競争市場で営業している民間保険会社にとって、相互助成はますます困難になっている
- 政府は人々に課税して、明日の災害の代金を支払うことができる

米国の国家洪水保険プログラムなどの政府が助成する保険は、危険な地域で不動産を開発するための逆インセンティブを提供することで批判されており、それによって全体的なリスクが増大する。 また、例えば、保険は財産レベルの保護と回復力を通じて、適応を高めるための他の努力を損なう可能性があることも示唆されている。 この活動の影響は、現在または将来の気候リスクが認識される新しい建設を制限し、潜在的な損害を軽減するための回復力のある建築基準の採用を奨励する適切な土地利用政策で打ち消される可能性がある。 